# Un amore (film 1999)
Un amore è un film del 1999, scritto e diretto da Gianluca Maria Tavarelli, interpretato da Lorenza Indovina e Fabrizio Gifuni.
È la storia di un rapporto sentimentale, tra incontri e separazioni, passione e dolore, illusioni e delusioni, dal 1982 al 2000, di cui vengono raccontati dodici momenti («dodici frammenti di un discorso amoroso lungo diciott'anni»), rappresentati attraverso altrettanti piani sequenza, introdotti da brevi sequenze animate, realizzate dallo Studio Elle a partire dai disegni di Laura Federici.
Il film si chiude con la poesia Un ricordo di Umberto Saba.

## Trama
9 gennaio 1998 ore 12.45 la conversazione
Sara e Marco si incontrano. Secondo lei fra loro è ormai finita e non ha senso continuare ad incontrarsi. Lui si chiede come abbiano fatto a ridursi così, arrivando a dire di sentirsi già morto, ma lei gli rinfaccia di passare la vita a piangersi addosso. I loro ricordi vanno al primo incontro, sedici anni prima.
Intanto, da lontano, qualcuno li sta fotografando di nascosto.
16 giugno 1982 ore 23.15 16 anni prima l'alba
Sedici anni prima, Sara e Marco, appena ventenni, lei studentessa di medicina, lui studente di giurisprudenza, si trovano in discoteca, accompagnati dai rispettivi amici, Veronica e Filippo. È stata Sara, incontrando Marco in biblioteca, ad invitarlo quella sera ed è sempre lei a prendere l'iniziativa, baciandolo all'improvviso al bancone del bar, subito imitata dall'altra coppia.
8 giugno 1984 ore 9.30 2 anni dopo il gioco di quadra
In università, Filippo e Sara offrono tutto il loro appoggio a Marco, che deve sostenere un temutissimo esame che, in caso di esito negativo, non potrebbe ripetere prima di un anno. Quando alla prima domanda lui si rende conto di non essere in grado di rispondere, fa un segnale prestabilito e Sara irrompe nell'aula d'esame, portandolo via con un'improbabile scusa, un incendio a casa, prima che possa essere bocciato.
13 luglio 1985 ore 21.15 1 anno dopo vado via
La sera del Live Aid, Sara, in partenza per Parigi, spiega a Marco di essere confusa sulla loro relazione e di credere sia meglio se per un po' non si vedono. Lui se ne va, arrabbiato, dopo aver detto parole pesanti, ma poi in strada corre via in lacrime.
11 novembre 1989 ore 2.45 4 anni dopo di nuovo insieme la continuità
Marco e Sara sono ancora insieme. Lui ha finalmente concluso l'università e non sa bene cosa aspettarsi dalla vita. Lei vuole andare con gli amici a Berlino, per assistere all'epocale smantellamento del Muro, e vorrebbe che anche lui l'accompagnasse. Marco sembra però incerto, ripiegato su sé stesso e sul suo futuro tutto da inventare, e quando Sara, in tono scherzoso ma non troppo, gli propone di fare un bambino, ammette di non sentirsela.
17 gennaio 1991 ore 7.00 1 anno dopo il dolore
Sono i giorni della prima guerra del Golfo. Marco e Sara si sono lasciati, ma lei non si vuole arrendersi, vorrebbe tentare di riaggiustare le cose. Quando si incontrano alla segreteria dell'università, dove Marco si è recato per ritirare il diploma di laurea, lui le dice con durezza di smettere di perseguitarlo, sostiene non solo di non essere più innamorato ma di non volerne più sapere di lei, infine le rinfaccia di essere stata la prima a mettere in crisi il loro rapporto, con l'episodio di Parigi, anni prima. In lacrime dopo il doloroso confronto, Sara va a sbattere con l'auto. In seguito, ritrovata una certa serenità, gli scrive una lettera a cuore aperto sulla loro storia d'amore e gli annuncia di essere in partenza per l'Argentina.
19 febbraio 1994 ore 16.30 3 anni dopo le speranza
Sara, appena rientrata dal Sudamerica, reincontra al mare Marco, ora membro di un importante studio di avvocati, ma soprattutto sposato e con una bambina. Il dolore dell'ultimo incontro è ormai attutito dalla distanza degli anni e possono guardare entrambi alla loro storia con una certa malinconia. Finiscono per abbracciarsi teneramente, nell'acqua.
16 dicembre 1996 ore 13.45 2 anni e 1/2 dopo la vita da grandi
Marco e Filippo passeggiano sul lungo Po, a Torino. Filippo rivela all'amico che dopo quattordici anni sta lasciando Veronica e, ancor peggio, a causa di un'azzardata speculazione in borsa ha fatto un buco da cinque miliardi e potrebbe finire in prigione.
Poco lontano, anche Sara e Veronica stanno passeggiando e chiacchierando insieme. Sara racconta che non vede Marco da due anni, ormai l'ha dimenticato e ha concluso che si sono fatti solo del male a vicenda.
Quando Marco e Filippo raggiungono Veronica, che deve affidare al marito il figlioletto per il weekend, Sara se n'è appena andata.
20 dicembre 1996 ore 19.40 incontro
A pochi giorni dall'incontro mancato, infine Marco e Sara si ritrovano, dopo oltre due anni, in una libreria. Ora anche Sara è sposata ed è in attesa di un figlio. Ormai prigionieri di analoghi legami familiari, entrambi ammettono l'un l'altro che avrebbero voluto fare un figlio insieme, ma la vita purtroppo è andata diversamente dai loro desideri.
29 luglio 1997 ore 20.10 gente comune
Incontrandosi una volta alla settimana, Marco e Sara portano avanti una relazione adulterina, fingendo di condividere una vita normale. Ma sono entrambi consapevoli che si tratta di una falsa normalità e di una recita un po' patetica.
28 gennaio 1998 ore 19.50 tradimenti
Il marito di Sara trova conferma del sospettato tradimento della moglie dall'investigatore privato che ha incaricato di seguirla. Telefona quindi a Sara, le rivela di sapere tutto e le anticipa che sta andando a spaccare la faccia al suo amante. Quando la donna accorre, il marito è già riuscito a colpire Marco, ma viene fermato dalla polizia prima che la situazione possa peggiorare.
31 dicembre 1999 ore 23.15 il 2000
La notte di San Silvestro, Marco e Sara si incontrano del tutto casualmente a una festa di Capodanno in una casa al mare. Lasciata la confusione, si incamminano insieme sulla spiaggia, mettendosi al corrente delle rispettive vite (lei ha lasciato il marito da quasi due anni, lui è in corso di divorzio), rievocando il passato fino a cantare insieme una vecchia canzone (Canzone della vita quotidiana di Francesco Guccini), interrogandosi su come sarebbe potuta andare la loro vita con alcune scelte differenti e stappando insieme lo champagne allo scoccare della mezzanotte che apre il Duemila. Marco si chiede se la sua attuale vita abbia senso, mentre Sara gli dice che nessuno lo amerà mai come l'ha amato lei. Quando lui sta per esprimere qualcosa che voleva dirle da tanto tempo, viene interrotto dalla musica festosa proveniente dalla casa e si mettono a ballare insieme, come quasi vent'anni prima.

## Produzione
Il film è stato girato in soli 14 giorni.

### Colonna sonora
- I Don't Like Mondays, Boomtown Rats, capitolo "1 anno dopo vado via"

## Critica
La critica è stata unanimemente positiva verso il film.
Roberto Silvestri (Il manifesto) definisce i piani-sequenza che compongono il film «micro-atti unici che s'incantano tra gli attimi fuggenti, tra i secondi che contano in una vita di coppia, né più stupida né più saggia di quella di chiunque di noi» e loda gli interpreti: «solo attori strepitosi potevano attirarci nei gorghi di questo "amore". Lorenza Indovina e Fabrizio Gifuni maneggiano una gamma totale di toni e sottotoni gestuali e espressivi».
Secondo Michele Anselmi (L'Unità) il film è «malinconico e ispirato» e «anche se gli episodi non sono sempre ben calibrati sul fronte della scrittura, Un amore si impone per la toccante verità delle situazioni e la bella prova degli interpreti».
Per Irene Bignardi (La Repubblica) è «un bel film da vedere» che «sa descrivere molto bene la tenerezza, il dolore, la gelosia, il passaggio del tempo, che lascia intatto - anche se irrealizzato o mal realizzato - il vero sentimento amoroso».
Piera Detassis (Ciak) lo definisce «un'opera bellissima e ispirata», Maurizio Porro (Corriere della Sera) un film «con effetti speciali interiori».

## Riconoscimenti
- 2000 - David di Donatello
  - Nomination Migliore attrice protagonista a Lorenza Indovina
  - Nomination Miglior attore protagonista a Fabrizio Gifuni
- 2000 - Nastro d'argento
  - Nomination Migliore soggetto a Gianluca Maria Tavarelli